# تشارلز دبليو. بلامر
تشارلز دبليو. بلامر (بالإنجليزية: Charles W. Plummer)‏ هو لاعب البولو أمريكي، ولد في 1890، وتوفي في 1918.